# Fédération des amis de la morale laïque
La Fédération des Amis de la Morale Laïque (FAML) est une association belge créée le 21 février 1969, onze ans après l'adoption du Pacte Scolaire de 1958. Son principal objectif est de « promouvoir, par tous les moyens appropriés, l'enseignement de la morale Laïque ». La FAML fait partie des membres fondateurs du Centre d'action laïque. 
La FAML entretient des liens avec les institutions ayant une même finalité : Amnesty International, Ligue des Droits de l'Homme, Comité National d'Action pour la Paix et le Développement[réf. à confirmer]. 

## Histoire
La FAML est née à la suite du Pacte scolaire de 1958. Ce pacte laissa derrière lui des conséquences philosophiques et politiques. Une d’entre elles était de légitimer les cours de morale non confessionnelle. À cette fin, ce pacte accorda la possibilité de substituer le cours de religion au profit du cours de morale non confessionnelle « dans les établissements organisés par le pouvoir public ». Ce cours sera mis en place mais sans en assurer son organisation ni son contenu par des laïques, au contraire  des cours de religions qui étaient organisés par les chefs de cultes. S’ensuit alors, de la part de l’environnement laïque, la volonté « de défendre et de promouvoir le cours de morale non confessionnelle ». Pour atteindre ce but, plusieurs associations sont mises en place.
Le 21 février 1969, six associations instaurées pour promouvoir le cours de morale non confessionnelle, créent la fédération des amis de la morale laïque. Jean Schouters, Walter Parisel et Eliane Van Ouytsel, les premiers présidents commencent par mettre en place des structures indispensables pour la réalisation des buts de la FAML[réf. à confirmer]. 
La même année, la FAML fera partie des membres fondateurs du centre d’action laïque[réf. souhaitée]. 
Durant les premières années de son existence, la FAML n’est pas reconnue. Elle ne possède pas de locaux, pas de subsides et pas de permanents[réf. souhaitée].
En 1970, un an après sa création, la FAML publie un bulletin de liaison pour assurer un contact entre ses membres dans le but de leur communiquer les informations relatives à son action. 
En 1971, ce bulletin donne naissance à « Morale Laïque », une revue bimestrielle qui aujourd’hui est trimestrielle[réf. souhaitée]. 
En 1975, le ministre de la culture de l’époque lui attribue des subsides. Le 8 avril 1976, un décret de la communauté française la reconnait comme « association éducative permanente ». À la suite de cette reconnaissance, la FAML a pu engager des membres permanents pour pouvoir se développer davantage[réf. souhaitée].
La FAML compte aujourd’hui une centaine d’associations locales se situant dans la partie francophone du pays. 

## Objectifs
Lorsqu’elle est créée, la FAML avait pour but de « promouvoir l’idéal laïque par tous les moyens appropriés et, entre autres, par l’enseignement de la morale non confessionnelle » (art. 3 des statuts). Elle veille donc à améliorer le contenu et les conditions dans lesquelles le cours de morale laïque est dispensé. Elle travaille au développement d’une société fondée sur la séparation des Églises et de l’État.  
De plus, cette association avait pour but d’être le lieu de rassemblement des associations locales qui avaient le même but au niveau local. La FAML devait s’occuper de la coordination entre ces différentes associations, leur assurer une représentation communautaire et leur fournir de l’aide ainsi que des services. 
D’abord avec la Ligue de l’Enseignement et Bruxelles Laïque et maintenant seule la FAML s’occupe du Centre de Documentation et des Fêtes de la Jeunesse Laïque[réf. souhaitée]. 
La FAML fournit à ses membres des aides administratives notamment pour les personnes souhaitant se faire débaptiser, juridiques et financières. Elle assure la liaison entre ses membres et les services publics, les aide pour le développement de leur activité et elle met à leur disposition un secteur de publication. 
Dans le but d'accomplir ses objectifs, la FAML repose ses valeurs sur l’humanisme laïque, le respect des droits fondamentaux et la séparation Église-État.

## Publications
Afin de rendre publiques les valeurs de la FAML, des « bulletins de liaison » sont publiés en 1970. En 1971, la revue bimestrielle appelée Morale Laïque émerge peu après le bulletin de liaison no 10. Au fil des années, les revues bimestrielles Morale Laïque' deviennent des revues trimestrielles.  
Le Centre d’édition et de diffusion de l’information laïque (CEDIL) se charge d’éditer la « revue trimestrielle Morale Laïque et son bulletin de liaison bimestriel, ainsi que des dossiers pédagogiques à l’usage des enseignants et des élèves du cours de morale ».